# IC 193
IC 193 ist eine Spiralgalaxie vom Hubble-Typ Sc im Sternbild Widder auf der Ekliptik. Sie ist schätzungsweise 211 Millionen Lichtjahre von der Milchstraße entfernt und hat einen Durchmesser von etwa 105.000 Lichtjahren.
Das Objekt wurde am 8. Oktober 1887 vom US-amerikanischen Astronomen Lewis Swift entdeckt.